# 艾洛蒂·克劳威尔
艾洛蒂·克劳威尔（法語：Élodie Clouvel，[e.lɔ.di klu.vɛl]，1989年1月14日—），法国女子现代五项运动员，出生于雅雷地区圣普列斯特，在2012年奥运会上列第31位，她赢得2016年里约奥运会女子现代五项银牌。她也参加了2019年世界军人运动会。